# Gatuyaini
Gatuyaini – wieś w Kenii, w dawnej Prowincji Centralnej, w hrabstwie Nyeri. 15 listopada 1931 roku urodził się tam Mwai Kibaki, były prezydent Kenii.